# Sugarland
Sugarland — американський кантрі-дует, що сформувався у 2002 у місті Дуглас, штату Джорджія. Первинно заснований мультиінструменталістом Крістіаном Бушем та вокалісткою Крістен Холл; пізніше до них приєдналася Дженніфер Неттлз.
У 2004 підписали контракт із музичним лейблом Mercury Nashville. У 2004 випустили свій дебютний сингл «Baby Girl» та перший студійний альбом «Twice the Speed of Life». Станом на 2011 продали понад 14 мільйонів своїх записів. У 2012 тимчасово розійшлися через народження дитини у Неттлз; поновились у 2017 і у 2018 випустили альбом «Bigger».

## Склад
Поточні учасники
- Крістіан Буш — електрогітара, акустична гітара, мандоліна, губна гармоніка, скрипка, вокал
- Дженніфер Неттлз — вокал

Колишні учасники
- Крістен Холл — вокал, акустична гітара

## Дискографія
- Twice the Speed of Life (2004)
- Enjoy the Ride (2006)
- Love on the Inside (2008)
- Gold and Green (2009)
- The Incredible Machine (2010)
- Bigger (2018)